# Wes Brown
Pour les articles homonymes, voir Wes Brown (acteur) et Brown.
Wesley Michael « Wes » Brown, né le 13 octobre 1979 à Longsight, Manchester est un footballeur international anglais qui évolue au poste de défenseur entre 1998 et 2018.

## Biographie

### Enfance
Wes Brown passe son enfance à Longsight, l'un des quartiers les plus populaires de Manchester. Il habite la maison juste en face de celle de Danny Welbeck.

### En club
Défenseur central international anglais, Brown est formé à Manchester United, où il intègre le centre de formation à l'âge de 12 ans. 
Il signe son premier contrat professionnel en 1996. Il en profite au passage pour gagner la Lancashire FA Youth Cup et est élu meilleur jeune de l'année. Il joue son 1er match le 4 mai 1998 contre Leeds United et est titulaire la semaine suivante contre Barnsley. Petit à petit, il prend du temps de jeu aux dépens de Denis Irwin. Lors de la saison 1998-1999, il participe à l'aventure du triplé Ligue des Champions-Championnat-Coupe, même si son temps de jeu n'est pas très important. Il rate la saison 1999-2000 à cause d'une grave blessure à un genou. Son retour au premier plan est difficile. Il est malgré tout décrit par Alex Ferguson comme le meilleur défenseur central qu'il ait eu.
De nouveau blessé lors de la saison 2002-2003 en se cassant la cheville lors du 1er match de la saison, il termine la saison en tant que titulaire aux côtés de Mikaël Silvestre. Il se blesse de nouveau aux ligaments croisés du genou lors du dernier match de la saison, ce qui va encore l'éloigner des terrains pendant de nombreux mois et il ne fait son retour que durant la mi-saison 2003-2004.
En avril 2008, il prolonge son contrat avec les Red Devils jusqu'en 2012.
Le 7 juillet 2011, Brown signe un contrat de quatre ans en faveur de Sunderland. Le 5 novembre suivant, il porte le brassard de capitaine pour son retour à Old Trafford et marque contre son camp le seul but de la rencontre, donnant la victoire à son ancien club Manchester United. Le 21 décembre 2011, il marque son premier but sous le maillot de Sunderland face aux Queens Park Rangers en fin de rencontre, offrant par la même occasion la victoire aux Black Cats (2-3).
En août 2017, libre de son contrat avec Blackburn Rovers, il s'engage avec le club indien de Kerala Blasters.

### En sélection
International en moins de 18 ans et en espoirs, il honore sa première sélection en équipe d'Angleterre A en 1999 contre la Hongrie. Wes Brown est du voyage à la Coupe du monde 2002 mais il n'entre pas en cours de match. 
L'arrivée de Fabio Capello marque un tournant pour Brown car le sélectionneur le titularise face à la Suisse puis la France.
En août 2008, il marque son premier but contre la République tchèque. Wes Brown devient finalement la doublure de Glen Johnson au poste d'arrière droit, mais à la suite d'une blessure, il est absent à la Coupe du monde 2010.
Le 8 août 2010, alors qu'il est sélectionné par Fabio Capello pour affronter la Hongrie en amical, Wes Brown annonce qu'il met fin à sa carrière internationale et évoque le fait qu'il désire se consacrer uniquement à son club et laisser la place aux jeunes en sélection. Finalement, il aura été sélectionné à 23 reprises et aura marqué un but avec les Three Lions.

### Famille
Wes Brown est marié à Leanne Wassell, ils ont trois filles. Son frère, Reece Brown, joue avec l'équipe de Bury.

## Palmarès

### En club (13 Titres)
- Manchester United
  - Vainqueur de la Ligue des champions en 1999 et 2008
  - Champion d'Angleterre en 1999, 2001, 2003, 2007, 2008, 2009 et 2011
  - Vice-champion d'Angleterre en 2006 et 2010
  - Vainqueur de la Coupe d'Angleterre en 2004
  - Finaliste de la Coupe d'Angleterre en 2005 et 2007
  - Vainqueur de la League Cup en 2006
  - Finaliste de la League Cup en 2003
  - Vainqueur du Community Shield en 2007 et 2008.